# Adolf Scherbaum (Komponist)

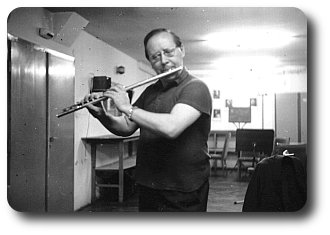
Adolf Scherbaum, Komponist und Flötist

Adolf Scherbaum (* 15. August 1931 in Wien; † 10. März 2003 in Linz) war ein österreichischer Komponist und Flötist.
Sein gesamtes Kompositionsschaffen, rund 2.000 Werke, befindet sich in der Musiksammlung der Österreichischen Nationalbibliothek in Wien und wurde von der Schwester des Komponisten, Inge Adamiker-Scherbaum, über eine eigene Internetseite der Öffentlichkeit zugänglich gemacht.

## Leben
Adolf Scherbaum besuchte die Volks- und Hauptschule in Wien und bekam den ersten Flötenunterricht im Jahr 1945 von seinem Vater Adolf Scherbaum sen. (1904–1980), der Militärmusiker und Flötist einer Wiener Werkskapelle war. Im Jahr 1946 wurde er Privatschüler bei Adolf Ludwig, dem Soloflötisten des Wiener Konzertvereins, der ihn auch in Komposition unterwies.
In den Jahren von 1946 bis 1951 studierte er an der Universität für Musik und darstellende Kunst Wien Flöte bei Josef Niedermayer sowie die Nebenfächer Instrumentenkunde, Klavier, Allgemeine Musiklehre, Harmonielehre, Kammermusik, Formenlehre, Allgemeine Musikgeschichte, Rhythmus- und Gehörbildung u. a. bei Alfred Uhl und Marius Szudolsky. Von 1948 bis 1950 studierte er ebenda Orchesterübung bei Josef Krisp und Hans Swarowsky sowie von 1951 bis 1952 Flöte bei Hans Reznicek. Während der Studienzeit entstanden die ersten Kompositionen für Flöte und Klavier, die sowohl Josef Niedermayer als auch Hans Reznicek bei verschiedenen Anlässen zu Gehör brachten.
Nach der 1951 mit Auszeichnung bestandenen Reifeprüfung wurde Scherbaum 1. Flötist beim Opernstudio-Orchester (Leitung Hans Gabor). Es folgten mehrere Auslandsreisen, unter anderem auch nach Japan, die Mitwirkung beim Kurorchester Bad Gastein für die Spielsaison 1952 und noch im selben Jahr die Anstellung als Soloflötist beim Linzer Landestheater (später Bruckner Orchester Linz), dem er bis zu seiner Pensionierung 1996 treu blieb. Im Jahr 1978 erhielt er eine Auszeichnung für Verdienste um das Land Oberösterreich.
Adolf Scherbaum war Mitbegründer des Neuen Ensembles Linz und gründete das Linzer Bläserquintett, mit dem er über zwei Jahrzehnte viele seiner Kammermusikwerke aufführte.

## Werke (Auswahl)
Das Werk von Adolf Scherbaum umfasst knapp 2.000 Kompositionen: ca. 700 große Orchesterkonzerte (darunter 95 Flöten-, 38 Klavier-, 34 Violin-, 18 Trompeten-, 17 Oboen-, 14 Klarinetten-, 11 Horn-, 6 Fagott-, 3 Posaunenkonzerte und 3 Konzerte für Bratsche), 11 Symphonien, ca. 650 Werke für Kammermusik (Bläser und Streicher), mehrere Messen, Kantaten, Lieder, über 300 Solostücke für praktisch alle Orchesterinstrumente und große Orgel, Bühnen- und Ballettmusik, Volksmusikbearbeitungen, etwa 100 Kompositionen für Jazzensembles oder Jazzorchester sowie Unterhaltungsmusik.
- Kleine Sinfonie für Bläser und Schlagzeug – op. 7 (1958)[4]
- Kleine Musik – Trio für Oboe, Viola und Violoncello, op. 101 (1962)[4]
- Heiteres und Ernstes in 7 Teilen für Bläser – Quintett für Flöte, Oboe, Klarinette, Fagott und Horn, op. 209 (1965)[4]
- Vier Teile für zwei – Duo für Flöte und Vibraphon, op. 316 (1967)[4]
- Sieben Miniaturen für Bläserquintett – für Flöte (auch Piccolo), Oboe, Klarinette, Fagott und Horn, op. 299 (1967)[4]
- Märchenmusik für Radio – Das verzauberte Quartett für Flöte, Oboe, Perkussion, Violine und Kontrabass, op. 400 (1968)[4]
- Konzert für Flöte und Streichorchester – Solo für Flöte, op. 543 (1995)[4]
- Konzert für Oboe und Orchester – Solo für Oboe, op. 506 (1969)[4]
- Konzert in drei Teilen für Horn und Streicher – Solo für Horn, op.  (1969)[4]
- Der Talisman – Posse mit Gesang in 3 Akten von Johann Nestroy, op. 513 (1969)[4]
- 6 kleine Stücke – für Flöte, Oboe, Klarinette, Horn und Vibraphon, op. 724 (1970)[4]
- 10 Teile für Bläserquintett – Besetzung: Flöte (auch Piccolo), Oboe, Klarinette, Fagott und Horn, op. 805 (1971)[4]
- Kantate für gemischten Chor, Solo und Orchester in 2 Teilen – Von der Freundlichkeit der Welt (nach Bertolt Brecht), op. 748 (1971)[4]
- Suite für Violoncello und Streichorchester – Solo für Violoncello, op. 898 (1972)[4]
- Quintett für Bläser – Besetzung: Flöte, Oboe, Klarinette, Fagott und Horn, op. 957 (1973)[4]
- Sextett – Besetzung: Flöte, Oboe, Klarinette, Fagott, Horn und Klavier, op. 1042 (1975)[4]
- Teile für Flöte und Klavier – nach Motiven (über Fragmente) spanischer Volkslieder, op. 1338 (1979–1980)[4]
- Sieben Miniaturen – Trio für Flöte, Violine und Violoncello, op. 1282 (1980)[4]
- Gruppensextett (Intim im Team) – für Klarinette, Fagott, Horn, Viola, Violoncello und Kontrabass, op. 1352 (1982)[4]
- 4 Teile für Bläseroktett – (über spanische Volkslieder) für zwei Oboen, zwei Klarinetten, zwei Fagotte und zwei Hörner, op. 1440 (1987)[4]
- Kontraste – Duo für Flöte und Klavier, op. 1438 (1987)[4]

## Konzerte
Rundfunksendungen und -aufnahmen (ORF, Radio Bremen), 1995 eine eigene Sendung („Adolf Scherbaum Studio Drei“), Uraufführung des Konzertes für Oboe und Streichorchester SWV 260 (1966) anlässlich der Grundsteinlegung des Brucknerhauses, bzw. Preludium für großes Orchester und Orgel SWV 633 (1969) zur Einweihung des Brucknerhauses, weitere Konzerte in Österreich, Deutschland, den Niederlanden, Spanien und Japan.